# تپه هزوشن
تپه هزوشن مربوط به دوره اشکانیان است و در شهرستان اراک، بخش مرکزی، دهستان امیریه، روستای هزاوه واقع شده و این اثر در تاریخ ۲۵ آبان ۱۳۸۷ با شمارهٔ ثبت ۲۳۸۰۸ به‌عنوان یکی از آثار ملی ایران به ثبت رسیده است.